# Benalmádena
Benalmádena és un municipi que es troba a la comarca de la Costa del Sol, a la província de Màlaga. Té una població de 50.298 habitants (2006) i es troba a 280 metres d'altitud. Està integrat a l'Àrea Metropolitana de Màlaga i a la comarca de la Costa del Sol Occidental. Sota aquesta última divisió territorial, Benalmádena està mancomunat dins la Mancomunitat de Municipis de la Costa del Sol Occidental. Limita amb Torremolinos al nord-est, Alhaurín de la Torre al nord, Mijas i Fuengirola a l'est i la mar Mediterrània al sud.

## Història
Els primers assentaments humans en la zona daten de Paleolític Superior, fa 20000 anys. Així ho demostren les troballes oposades en la Cova del Toro, la Cova del Cántaro i la Cova de la Zorrera; situades en el municipi. Els segles VII i VIII aC van ser testimonis de la presència de fenicis, que es van interessar per la mineria. Els fenicis van deixar la seva petjada en el litoral malagueny i van fundar diverses colònies a la costa espanyola. Els fenicis van ser succeïts pels romans, que van explotar els recursos marins. Entre les restes cap destacar una factoria de salament situada en la costa, els articles recuperats del fons del mar i altres utensilis ordinaris que es conserven en el Museu Arqueològic Municipal.
Els segles següents van estar marcats per la despoblació, que va buscar refugi a les murallas de la veïna ciutat de Màlaga davant els atacs i saquejos que arribaven des del mar. El municipi, llavors integrat en la província romana de la Bètica, va passar per mans dels visigots i dels romans d'Orient. Després de la Invasió musulmana de la península Ibèrica, la zona que avui ocupa el municipi experimenta un important desenvolupament.
En el segle xi, l'estructura social s'aglutina quant al seu nucli urbà: una vila emmurallada i una fortalesa. Els musulmans desenvolupen l'agricultura i introdueixen la canya de sucre, portada des d'Orient; la figa, el raïm i la morera, utilitzats en la indústria tèxtil. En aquest moment apareix el topònim Ibn-al-Madena. L'any 1197 neix a Benalmádena Ibn al-Baytar (en cal·ligrafia àrab:إبن البيطار), un dels més importants botànics i farmacólegs de l'edat mitjana.
En 1456, la fortalesa i vila són destruïdes pels exèrcits cristians, al comandament del rei Enric IV de Castella. Els veïns es refugien an Mijas per a reconstruir les seves cases, que posteriorment tornarien a ser destruïdes el 1485 per Ferran el Catòlic en el seu reconquesta definitiva. Els anys posteriors són foscos, quedant el municipi despoblat. El 1491 el rei encarrega a Alonso Palmero la colonització de la zona, però un terratrèmol i el perillós del terreny, les costes del qual són constantment aguaitades per pirates, fa gairebé impossible la seva habitabilitat. En aquesta època es castellanitza el topònim àrab de la vila, que comença a dir-se Benalmaina.
En el segle xvii el municipi coneix el seu gairebé total destrucció per part d'un terratrèmol, que esfondra cases i pujols; i un sisme submarí que inunda les platges i destruïx les barques pesqueres. En 1784, l'italià Félix Solesio compra el mas d'Arroyo de la Miel per construir sis fàbriques de paper per a proveir a les fàbriques de naips de Macharaviaya. Aquest fet significaria el naixement del nucli d'Arroyo de la Miel, al voltant de la infraestructura i els habitatges que es van construir per a aquesta factoria. En el segle xix, el municipi experimenta un considerable augment de població gràcies a l'explotació de la passa moscatell i el raïm per a la producció de vi, però la plaga de la fil·loxera arruïnen els cultius de tota la província. A partir d'aquí, les epidèmias de paludisme, tifus i còlera minven la població.
El gran auge demogràfic del municipi es produïx a partir dels anys cinquanta i seixanta amb el naixement i desenvolupament de l'activitat turística en la costa espanyola.